# Сурдешти (Алба)
Сурдешти (рум. Surdești) насеље је у Румунији у округу Алба у општини Соходол. Општина се налази на надморској висини од 757 m.

## Становништво
Према подацима из 2002. године у насељу је живело 44 становника, од којих су сви румунске националности.